# American Muslim Council
Der American Muslim Council (AMC; Amerikanischer Muslimrat) ist eine islamische Wohltätigkeitsorganisation, die 1990 in Washington, D.C. gegründet wurde und zu deren Ziel es gehört, das Verständnis für die Muslime in den Vereinigten Staaten zu fördern. Der Rat hat heute seinen Hauptsitz in Chicago, Illinois. Die Organisation wurde mit Unterstützung der Muslimbruderschaft gegründet. Der Gründer ist der eritreische Amerikaner Abdul Rahman al-Amoudi. Gegenwärtig trägt die Organisation den Namen American Muslim Council und unterscheidet sich von dem von al-Amoudi gegründeten Islamischen Rat, wobei er sich durch wesentlich gemäßigteres Verhalten auszeichnet.
Seit ihren Anfängen setzte er sich für das öffentliche Image der amerikanischen Muslime ein und spielte eine wichtigere Rolle bei Regierungsfeiern und anderen symbolischen Aktivitäten. 1991, vor dem Treffen des US-Repräsentantenhauses, sprach Siraj Wahhaj vom AMC ein Gebet. Er war der erste Muslim in den Vereinigten Staaten, der dies tat.
Der Rat organisiert eine Reihe von Aktivitäten in den Vereinigten Staaten.